# 코케 테무르
코케 테무르(한국 한자: 擴廓帖木爾 확곽첩목아, 몽골어: ᠬᠥᠬᠡᠲᠡᠮᠦᠷ, ? ~ 1375년)는 원나라와 북원의 장군이었다. 다른 이름은 왕보보(王保保)이다. 원 소종 아유르시리다르의 측근으로 활동했으며, 원나라가 북천한 뒤 한지 회복을 꿈꾸었으나 실패했다.

## 생애

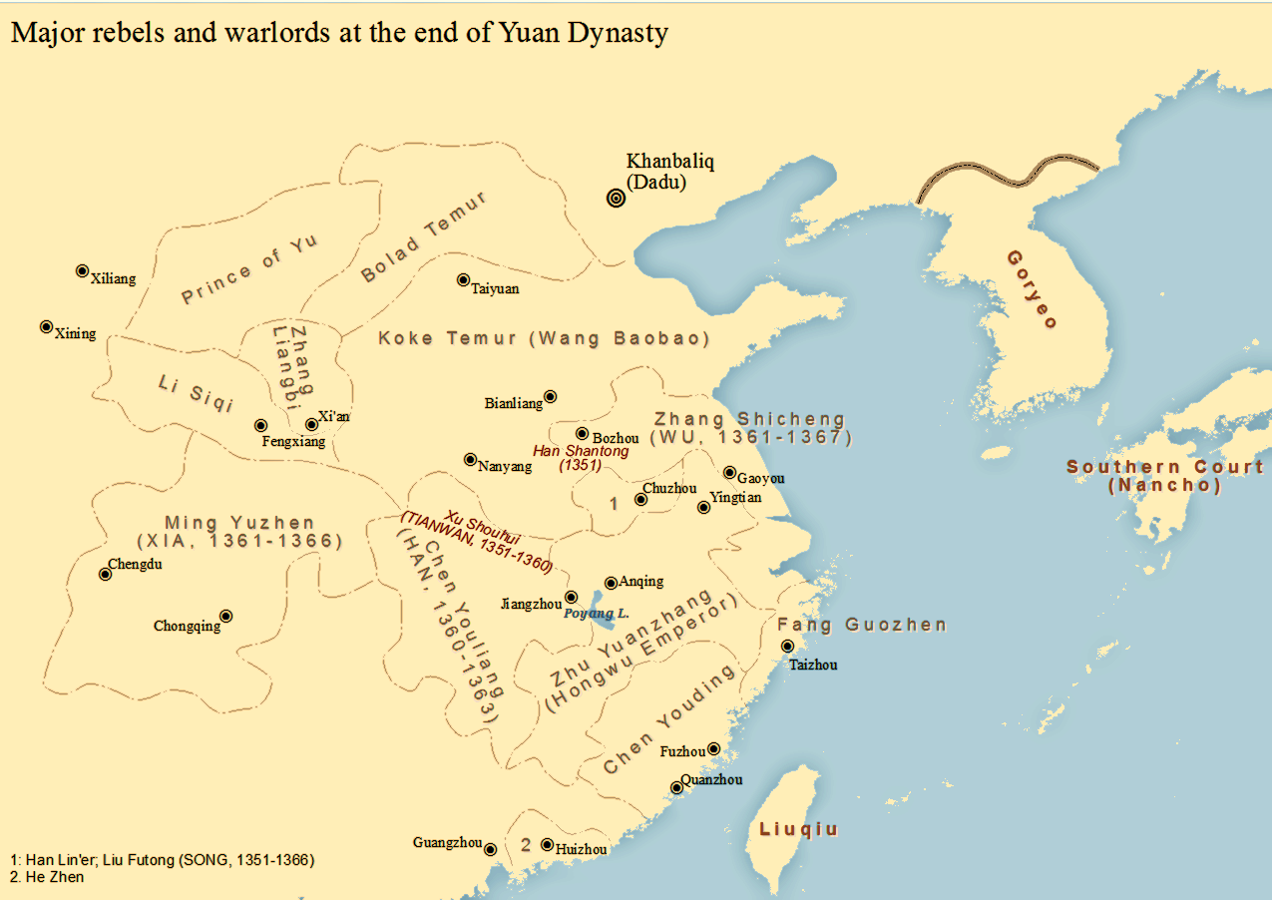
1363년 당시 원 말기 군벌들의 대치 및 하남왕 코케 테무르의 지배 영역

침구(沈丘, 현 안후이 성 린취엔(臨泉) 서북 지역) 출신으로, 코케 테무르의 먼 선조는 어렸을 때 칭기즈 칸의 목숨을 구해준 공적이 있는 바야우드 부족의 천호장(밍간) 소르칸 시라로, 소르칸 시라의 증손자인 사인 치다크(賽因赤荅忽)와 나이만 부족의 차간 테무르의 누이동생 사이에서 코케 테무르가 태어났다. 중국의 《명사》(明史)에 따르면 우카안투 칸(원 순제 토곤테무르)로부터 「코케 테무르」(擴廓帖木児)라는 이름을 하사받았다는 기술이 있는데, 「왕보보」(王保保)라는 중국식 이름이 바로 그의 본명이라는 설이 유력하지만 1990년에 발견된 사인 치다크의 묘지명 (「賽因赤荅忽墓誌」)의 기술을 통해 「코케 테무르」(Kökö temür)야말로 그의 진정한 본명이라 여겨지고 있다. 일설에는 그의 어머니는 위구르인 출신 여성이라는 설도 있다.
사인 치다크의 묘지명에 따르면, 그는 태어나면서부터 총명하였으나 어렸을 때는 병약하였고 이를 걱정한 큰외삼촌 챠간 테무르가 자신의 자식들보다도 애지중지 길러서 양자로 삼기까지 하였다고 한다. 챠간 테무르는 원 왕조 말의 혼란기에 하남(河南)에 군벌을 형성하고 있었는데, 1362년에 산동(山東)에서 홍건적을 진압하다 사망하였고, 코케 테무르는 그 군벌과 관직을 이어받아서 산동 지역의 정벌에 나서서 큰외삼촌 못지 않은 군사적 재능을 보였다.
그러나 그 직후 큰외삼촌과 생전 적대관계에 있던 산서(山西) 대동(大同) 지역의 군벌 볼루드 테무르 장군과의 대립이 깊어졌고, 산서 남부의 태원(太原)에서 볼루드 테무르와 대치하였다. 또한 원의 수도인 대도(大都)에서는 우카안투 칸(토곤 테무르)의 측근들과 황제의 친아들으로 황태자였던 아유시리다르 사이에 내분이 일어나고 있었는데, 코케 테무르와 대립하던 볼루드 테무르는 반황태자 파벌에 서서 아유시리다르와 대립하였다.
이러한 대립은 1364년 반황태자파였던 볼루드 테무르가 대동에서 병사를 거느리고 대도로 나아가 대칸을 자신의 손아귀에 쥐고 정권을 탈취하고, 황태자 아유시리다르는 수도를 빠져나와 태원의 코케 테무르에게로 달아나는 사태에 이르렀다. 이에 코케 테무르는 황태자와 연합해 볼루드 테무르와의 결전에 나섰고, 이듬해인 1365년 코케 테무르의 군대는 대도로 진격했고, 볼루드 테무르는 측근의 배반으로 살해되고 그의 세력은 멸망하였다. 코케 테무르는 대도에 입성해 황태자를 중앙 정계로 복귀시키고 이 공으로 중서좌승상(中書左丞相)의 지위와 하남왕(河南王)의 작위를 받았다. 하지만 이러한 내분 와중에 그러나 이 내전을 틈타 강남에서 반원 농민봉기를 일으킨 이들 가운데 한 명이었던 주원장(朱元璋)이 세력을 모을 수 있었다.
한국의 《고려사》(高麗史) 공민왕세가에는 공민왕 14년(1365년)에 처음 사신을 보내 원에 보내 황태자 아유시리다르 및 코케 테무르와 심왕(瀋王) 토크토아부카 등에게 예물을 주게 하였는데 원의 난리 때문에 원으로 들어가지도 못하고 끝났고, 이듬해 3월과 5월에 재차 감찰대부(監察大夫) 전녹생(田祿生), 정원비(鄭元庇)를 보내 코케 테무르를 만나게 하였으나 전녹생은 황태자 아유시리다르의 명령으로 사명을 다하지 못하고 귀국하여야 했다. 코케 테무르는 11월 중서검교(中書檢校) 곽영석(郭永錫)을 보내 앞서 전녹생 등을 따라 원에 갔다가 병을 이유로 귀국하지 않고 있던 서장관 김제안(金齊顔)과 함께 고려로 가서 예방하게 하였다.
코케 테무르는 황태자의 신임 아래 원군 총사령관을 맡아 당시 중국 대륙 각지에서 벌어지던 반원 운동 진압을 총지휘하게 되지만, 하남 군벌 이래로 한인(漢人) 출신의 장교들이 군대에 많이 포함되어 있었고, 이들 한인 출신 장병들은 서서히 코케 테무르의 지휘에 반발하며 반란을 일으키기도 했다. 또한 1367년에는 토곤 테무르로부터 정치와 군사의 전권을 부여받아 사실상 칸이나 다름없는 지위를 얻은 아유시리다르는 차츰 권력과 군사력을 가진 코케 테무르를 멀리하기 시작했고, 원군 내부의 분열도 깊어졌다. 코케 테무르는 대칸이었던 혜종 토곤 테무르에 의해 겨우 정치 군사적인 권한을 유지할 수 있었다. 이제껏 용맹하다는 명성을 떨쳐 오던 코케 테무르의 군은 주원장이 선포한 새로운 왕조 명(明)의 군세 앞에 패배해 하남과 태원 지역을 잃고 감숙성으로 달아났고, 1368년 원은 결국 대도를 버리고 북방으로 옮겨가지 않으면 안 되었다(북원).
1370년 토곤 테무르가 사망하고 아유시리다르가 뒤를 이었을 때(아유르시리다르 빌레그트 칸), 태원에서 감숙성으로 달아나 있던 코케 테무르는 몽골 고원의 카라코룸 방면에서 아유시리다라의 군과 합류해 대칸을 보좌하며 원을 계속해서 추격해오던 명의 군대에 맞서 방위를 맡았다. 1372년에는 몽골 고원을 침공해 온 명의 장군 서달(徐達)이 이끄는 15만 대군을 몸소 병사를 거느리고 쳐부수어 2만 명이 넘는 명군을 죽이는 대승리를 거두었다. 그러나 감숙성에서 다시 서달과 대적할 때 북원군은 심하게 몰려 고비 사막으로 달아나야 했다.
그 뒤 원의 중국 대륙 회복을 노리고 원군을 이끌고 남하했던 코케 테무르는 일시적으로 산서성(山西省)까지 세력을 확대시켰으나 1375년에 병사하였다. 그로부터 3년 뒤에는 대칸 아유르시리다르 빌레그트 칸도 사망한다. 이들의 죽음 이후 북원은 급격히 힘을 잃었고, 중국 대륙을 회복한다는 북원의 계획은 끝내 좌절되었다. 그의 동생 토린 테무르(脱因帖木儿)는 1388년 부이르 누르 전투에서 패한 후, 지원(知院) 톡타이(托台)의 배신으로 명나라 장군 남옥(蓝玉)에게 사로잡혀 끌려간 뒤 쑤저우(蓟州)에서 처형당했다.

## 코케 테무르가 등장하는 대중매체

### 소설
- 중화인민공화국 김용(金庸) 《의천도룡기》(倚天屠龍記)
- 중화인민공화국 구파도(九把刀) 《소림제팔동인》(少林第八铜人)
- 한국 장경 《성라대연》
- 한국 가막가막새 《등하불명》

### 영화
- 중화인민공화국 우영(于荣) ： 1978년작 《의천도룡기》
- 한국,  중화인민공화국 장옥해(张玉海) ： 2001년작 《무사》

### 드라마
- 홍콩 초웅(焦雄)：《의천도룡기》(1978년)
- 대만 손소명(孙小明)、팽금만(彭金万)：《의천도룡기》(1984년)
- 홍콩 풍국(冯国)：《의천도룡기》(1986년)
- 대만 소문사(苏文赐)： 《의천도룡기》(1994년)
- 대만 금소룡(金少龙)：《걸개황제전기》(乞丐皇帝传奇)(1998년)
- 중화인민공화국,  홍콩 해준걸(海俊杰)： 《의천도룡기》(2001년)
- 중화인민공화국 양광(洋光)： 《의천도룡기》(2003년)
- 중화인민공화국 손조양(孙祖杨)： 《의천도룡기》(2009년)
- 몽골 바트볼드：《제후시대》(诸侯时代)(2014년)
- 중화인민공화국 진엽(陈烨)： 《걸개황제여대각황후전기》(乞丐皇帝与大脚皇后传奇)(2016년)
- 중화인민공화국 공역범(孙亦凡)： 《의천도룡기》(2019년)

### 가부키
- 대만 기려려(纪丽如)： 《주홍무》(朱洪武)(1988년)

## 같이 보기
- 전녹생
- 김제안